# 스티브 잡스
스티븐 폴 잡스(영어: Steven Paul Jobs, 1955년 2월 24일~2011년 10월 5일)는 미국의 남성 기업인이었으며, 애플의 전 CEO이자 공동 창립자다. 2011년 10월 5일 췌장암으로 사망했다.

## 개요
1976년 스티브 워즈니악, 로널드 웨인과 함께 애플을 공동 창업하고, 애플 2를 통해 개인용 컴퓨터를 대중화했다. 또한 GUI와 마우스의 가능성을 처음으로 내다보고 애플 리사와 매킨토시에서 이 기술을 도입하였다. 1985년 경영분쟁에 의해 애플에서 나온 이후 NeXT 컴퓨터를 창업하여 새로운 개념의 운영 체제를 개발했다. 1996년 애플이 NeXT를 인수하며 다시 애플로 돌아왔다. 1997년에는 임시 CEO로 애플을 다시 이끌게 되었으며, 이후 다시금 애플을 혁신해 시장에서 성공을 거두었다. 2001년 아이팟을 출시하여 음악 산업 전체를 뒤바꾸어 놓았다. 또한 2007년 아이폰을 출시하면서 스마트폰 시장을 바꾸어 놓았고 2010년 아이패드를 출시함으로써 포스트PC 시대(Post-PC era)를 열었다. 스티브 잡스는 애니메이션 영화 《인크레더블》과 《토이 스토리》 등을 제작한 컴퓨터 애니메이션 제작사인 픽사의 소유주이자 CEO였다. 월트 디즈니 회사는 74억 달러어치의 자사 주식으로 이 회사를 구입하였다. 2006년 6월 이 거래가 완료되어 잡스는 이 거래를 통해 디즈니 지분의 7%를 소유한, 최대의 개인 주주이자 디즈니 이사회의 이사가 되었다. 한편 그는 2003년 무렵부터 췌장암으로 투병생활을 이어왔다. 그의 악화된 건강상태로 인하여 2011년 8월 24일 애플은 스티브 잡스가 최고경영책임자(CEO)를 사임하고 최고운영책임자(COO)인 팀 쿡이 새로운 CEO를 맡는다고 밝혔다. 잡스는 CEO직에서 물러나지만 이사회 의장직은 유지시키기로 했으나, 건강상태가 더욱 악화되어 사임 2개월도 지나지 않은 2011년 10월 5일 향년 56세의 나이로 사망했다.

## 출생 배경[1]
스티브 잡스는 1955년 2월 24일 조앤 시블의 아들로 태어났지만, 친아버지의 반대로 폴 잡스와 클래라 헤고피언 부부에게 입양되었다. 잡스에게 그가 생물학적 부모에게 버림받고 입양되었다는 사실은 그의 정체성을 형성하는데 큰 몫을 하였다. 그의 양아버지는 그가 열악한 환경에 있음에도 불구하고 스티브를 항상 격려해주었다. 개발 그룹의 책임자이자 후에 최고 업무 집행 책임자로서 잡스의 오랜 동료인 델 요캄은 그의 가정 환경과 성격의 관계에 대해 이렇게 말하였다. “무엇을 만들든 완전히 통제하려 드는 그의 집착은 출생 직후 버려졌다는 사실과 그의 성격에서 직접적으로 비롯한다고 생각합니다.”
잡스는 잡스 부부를 ‘양부모’라고 부르거나 진짜 부모가 아니라는 식으로 이야기하면 날카롭게 반응했다. 반면에 친부모에 대한 언급을 할 때에는 퉁명스러웠다. 잡스는 그의 양부모에 대해서 “그분들은 1000퍼센트 제 부모님입니다”라고 말한 적이 있는 반면에 친부모에 대해서는 “그들은 나의 정자와 난자 은행이지요. 무정한 게 아니라 사실이 그래요. 정자 은행일 뿐, 그 이상도 그 이하도 아니지요.”라고 말하기도 했다.

### 친부모
잡스의 친어머니는 조앤 시블로, 독실한 가톨릭 신자인 아버지 밑에서 자랐다. 시블은 위스콘신 대학교 대학원에 다니며 잡스의 친아버지인 시리아 출신의 압둘파타 존 잔달리와 사랑에 빠지게 되었다. 압둘파타 존 잔달리는 시리아의 명문 집안에서 3남 중 막내로 태어났다. 잔달리의 아버지는 교육을 매우 중시하였으며, 잔달리는 예수회 기숙학교와 아메리칸 대학교를 거쳐 미국의 위스콘신 대학교 정치학과의 조교로 활동하며 시블을 만났다. 시블은 잔달리와 함께 1954년 여름 함께 시리아를 방문하였을 때 임신을 하게 되었지만 시블의 아버지가 잔달리와 결혼하면 부녀의 연을 끊겠다고 위협하는 탓에 입양을 결심하게 되었고, 위스콘신을 벗어나 샌프란시스코에서 생활하며 잡스를 낳았다. 시블은 아이가 대졸 이상의 학력을 가진 부부에게 입양되어야 한다고 믿었지만 고등학교 중퇴자 부부인 잡스 부부가 아이를 꼭 대학에 보내겠다고 서약서를 써서 보내자 입양 문서에 서명을 하였다. 시블은 그 당시에 위독한 상태였던 아버지가 눈을 감으신 후 결혼을 하면 아이를 되찾을 수 있을 것이라 믿었지만 입양 절차가 비밀로 진행되었기 때문에 20년 후에야 아들을 만나게 된다. 시블의 아버지는 입양 절차가 끝난 몇 주 후에 사망했으며, 그 후 시블과 잔달리는 성공적으로 결혼을 한다. 잔달리는 졸업 후 시리아로 떠났지만, 행복을 느끼지 못해 그린베이로 돌아가 모나 심프슨이라는 딸을 낳고 살게 된다.

### 양부모
스티브 잡스의 양아버지인 폴 라인홀트 잡스는 위스콘신주 저먼타운에서 자랐으며, 점잖고 얌전한 성격을 가지고 있었다. 고등학교 중퇴 후에는 기계공으로 일하였으며, 열아홉살 때에는 해안경비대에 입대하여 기계공으로서의 자질을 인정받기도 했다. 클래라 헤고피언은 스티브 잡스의 양어머니로, 뉴저지 주에서 아르메니아 이민자의 딸로 태어났으며 상냥한 성품을 가지고 있었다. 그녀에게는 비밀스러운 과거가 있었는데, 폴 잡스를 만나기 전에 결혼을 하였으나 남편이 전쟁에 나가 사망했다는 사실이었다. 폴 잡스와 클래라 헤고피언은 폴 잡스가 해안경비대에서 제대하면서 동료들과 한 내기로 인해 만나게 되었고, 1946년 3월 약혼했다. 그들은 위스콘신에 있는 잡스의 부모 집에서 같이 살다가 인디애나주로 집을 옮겼고, 그 후 클래라 잡스의 설득으로 샌프란시스코의 선셋디트릭트로 옮겨 생활하였다. 잡스 부부는 행복한 생활을 하였지만, 클래라가 아이를 가질 수 없어 1955년 아이를 입양하기로 결정하고, 아이에게 스티븐 폴 잡스라는 이름을 붙여 주었다. 잡스 부부는 잡스가 어릴 적에 입양 사실을 밝혔으며, 혼란스러워하는 잡스를 많이 보듬어 주었다.

## 어린 시절

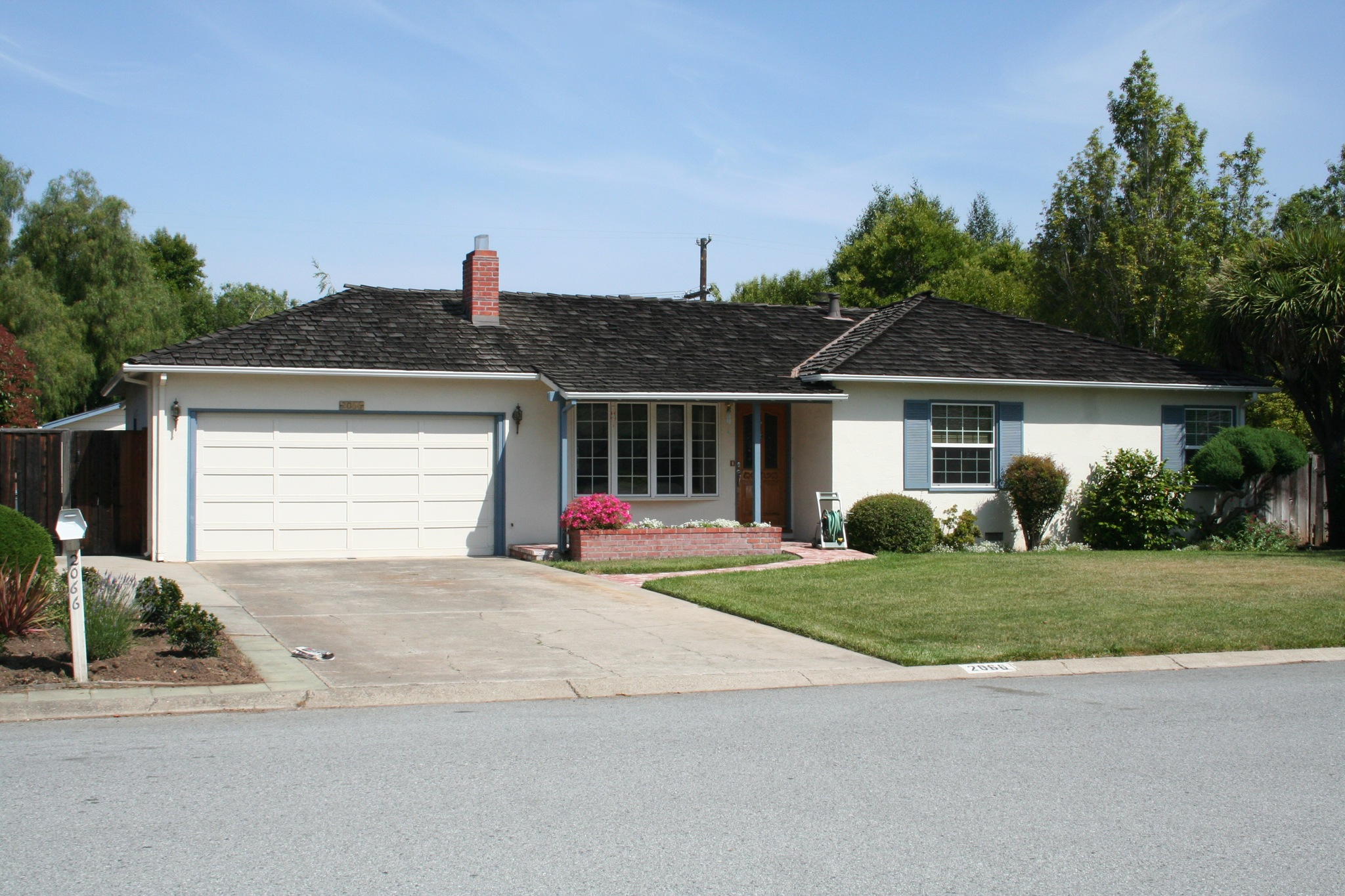
캘리포니아주 로스 알토스의 크라이스트 드라이브에 있는 스티브 잡스의 어린 시절 가족의 집이자 애플 컴퓨터의 원래 위치이다. 이 집은 2013년 로스 알토스 유적지 목록에 추가되었다.

잡스는 초등학교 시절 학교를 자주 빼먹는 불량 청소년이자 사고뭉치였다. 잡스의 4학년 담임이었던 하이 힐 선생님이 돈으로 구슬리는 것으로 겨우 학교생활을 하던 그는 히스키트라는 아마추어 전자공학 키트를 얻는 순간 인생의 전환점에 도착하게 된다. 그는 이 키트 덕분에 어려서부터 전자제품의 작동원리를 익히게 되었다. 잡스는 캘리포니아주 쿠퍼티노에 위치한 쿠퍼티노 중학교와 홈스테드 고등학교를 다녔는데, 12살이었던 고등학교 시절 전화번호부를 보고 휴렛 패커드사의 CEO인 빌 휴렛에게 전화를 걸어 주파수 계수기를 만들고 싶다며 남는 부품이 있다면 줄 수 있는지 물어보았다. 빌 휴렛은 그 말을 들어주었으며 결국 잡스는 팰로앨토의 휴렛 패커드사에서 방과후 수업을 들었고 스티브 워즈니악과 함께 휴렛 패커드사에 여름 동안 임시 채용되기도 했다. 1972년 리드 칼리지에 다니다 1학기만 수강한 후 중퇴하였으며, 1974년에는 캘리포니아로 돌아와 아타리에서 일을 하였다. 후에 워즈니악의 권고로 홈브루 컴퓨터 클럽에 나가게 된다.

### 가정 환경
폴 잡스는 세일맨과 동시에 중고차를 사들인 후 수리하여 재판매하는 일을 하였는데, 스티브 잡스에게 기계에 대한 자신의 열정을 물려주려고 하였다. 예를 들면, 해체하여 다시 조립할 수 있는 물건을 주는 식이었다. 어린 시절 잡스의 집은 마운틴뷰에 있었는데, 폴 잡스는 차고 안에 있던 작업대의 반을 스티브에게 주며 보이지 않는 뒷부분도 앞면과 같이 신경을 쓰는 것이 중요하다는 철학을 전달해 주었다. 이는 후에 잡스의 제품 철학이 된다. 하지만 잡스는 실제로 기계를 다루는 데에는 큰 흥미를 보이지 않았다. 오히려 아버지가 부품을 구하기 위해 흥정을 하는 모습을 흥미롭게 지켜보았다.
잡스의 집은 디아블로 가 86번지에 위치해 있었는데, 이 일대의 집들은 대부분 부동산 개발업자 조셉 아이클러가 지은 것이였다. 아이클러는 깨끗하고 심플하면서도 저렴한 주택들을 지었으며, 잡스는 아이클러의 깔끔한 디자인이 애플 컴퓨터가 애초부터 추구했던 디자인이라 밝혔다.
당시 캘리포니아에는 군수산업 붐이 일어났으며, 첨단 기술이 밀집된 지역이 되었다. 그 영향을 받아 잡스는 동네의 어른들에게 여러 질문을 하며 엔지니어링에 대한 흥미를 키워 갔다.

### 초등학교
잡스가 초등학교에 다녔을 때, 폴 잡스는 부동산 중개업을 시작했다. 불행히도 몇 개월이 되지 않아 부동산 시장에 불황이 닥쳤으며, 잡스 가족은 약 2년 동안 재정적으로 어려운 시기를 보냈다. 잡스는 초등학교 시절 학교를 자주 빼 먹는 비행 청소년이자 사고뭉치였다. 초등학교에 다니기 전 클라라 잡스는 잡스에게 책 읽는 법을 가르쳐 주었는데, 이는 잡스가 학교 공부에 집중하게 된 계기가 되었다. 잡스는 몬타로마 초등학교에서 친한 친구 릭 페렌티노와 함께 여러 가지 말썽을 피웠다. 예를 들어, 담임 선생님의 의자 밑에 폭음탄을 설치해 놓는 식이었다. 잡스는 이런 사건들로 인해 두세 차례 귀가 조치되었지만, 폴 잡스는 학생이 학교에서 공부에 흥미를 가지지 못한다면 그것은 선생님의 잘못이라고 말하며 잡스에게 혼을 내지 않았다. 초등학교에서 스티브 잡스를 제어할 수 있었던 사람은 단 한 명, 이머전 힐이라는 교사로, 잡스를 컨트롤 할 수 있는 방법이 뇌물로 동기를 부여하는 것이라는 사실을 깨달았다. 처음에 그녀는 잡스를 돈과 사탕으로 구슬려 잡스의 관심을 샀지만, 후에 잡스는 그녀를 기쁘게 하는 것을 목적으로 학업에 열중하였다. 4학년 말에 잡스는 힐 선생의 권유 아래 수학 능력 평가를 보았고, 고등학교 2학년 수준의 수학 능력이 있다는 결과가 나오자 잡스 부부는 잡스를 한 학년만 월반시키기로 결정하였다.

### 중학교
잡스는 잡스 부부의 결정에 따라 크리텐든 중학교로 옮겨 학업을 계속하였다. 하지만 다양한 인종의 갱단으로 물들어 있던 크리텐든 중학교는 잡스에게 고통이였다. 따라서 잡스는 부모님께 다른 학교로 보내달라고 떼를 썼고, 결국 쿠퍼티노와 서니베일 학군의 경계선 바로 안쪽에 있는 가장 안전하고 우수한 지역으로 이사하여 캘리포니아주 쿠퍼티노에 위치한 쿠퍼티노 중학교에 다니었다.

### 고등학교

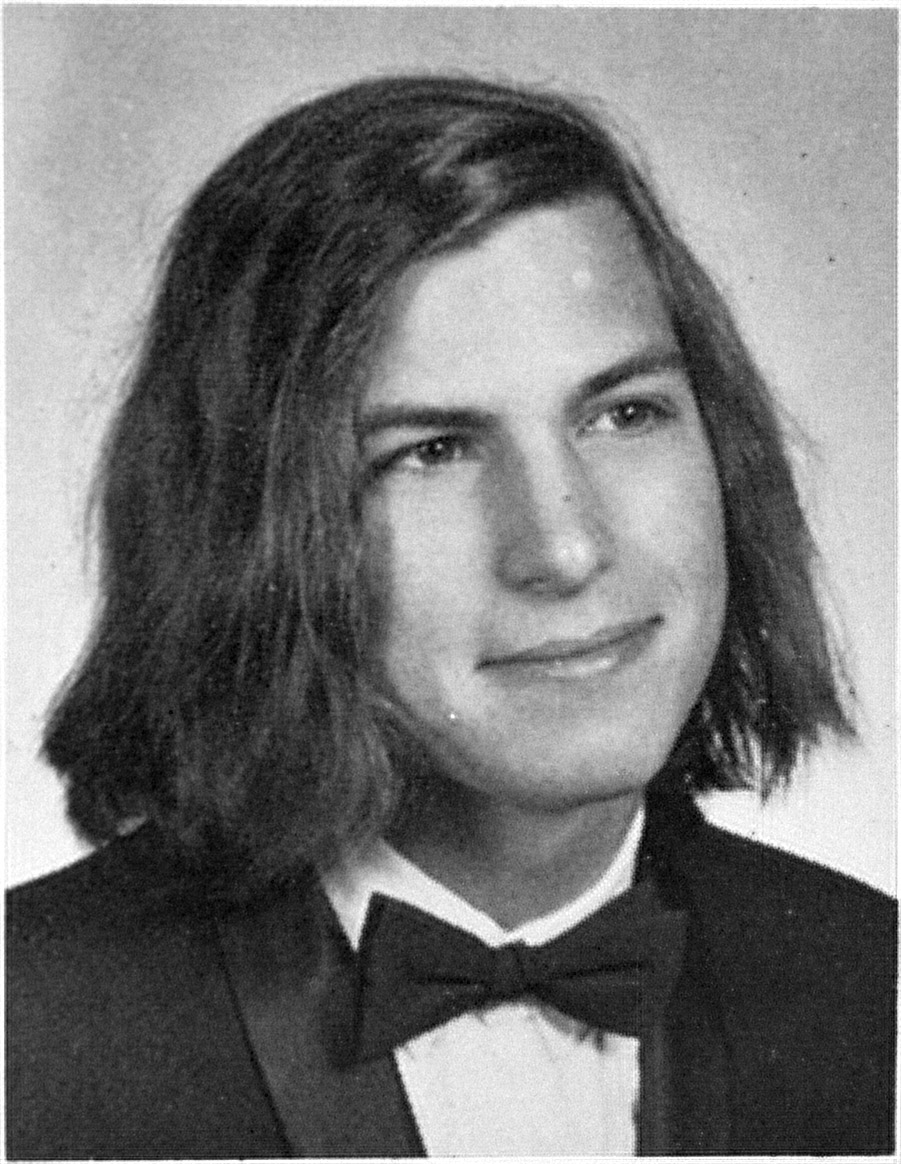
잡스의 1972년 홈스테드 고등학교 졸업앨범 사진

잡스는 9학년(현재의 중학교 3학년)이 되자마자 홈스테드 고등학교에 진학하였다. 고등학교 시절에 그는 다양한 경험을 하는데, 그 주가 되는 것이 반문화 운동이었다. 잡스는 반문화 운동에 빠져 있던 12학년의 여러 학생들과 많은 교류를 하며 전자공학과 수학, 과학 등에 대한 많은 이야기를 나누었으며 마약의 한 종류인 LSD와 반문화 운동 전반에 대해서도 흥미를 보였다. 잡스는 후에 실리콘밸리의 전설이 된 존 매콜럼의 전자공학 수업을 듣기도 하였는데, 군대식 규율을 중요시하는 맥콜럼에게 권위에 대한 반감을 숨기지 않았다.
매콜럼에게 미움을 사던 잡스와 달리, 후에 잡스와 함께 애플 사를 세울 스티브 워즈니악은 맥콜럼의 총애를 받던 학생이었다. 워즈니악은 잡스보다 다섯 살 많은 학생으로, 같은 동네에 살던 빌 페르난데스가 워즈니악에게 잡스를 소개해 주었다. 1971년, 워즈니악과 잡스는 애플의 탄생에 큰 기여를 한 블루 박스를 제작하고 판매하였다.
잡스는 초등학교 때부터 알고 지내던 래리 랭의 차고를 종종 방문하였는데, 랭은 잡스에게 히스키트라는 아마추어 전자공학 키트에 관심을 가지게 하였고, 이 키트 덕분에 잡스는 어려서부터 전자제품의 작동원리를 익히게 되었다. 또 랭은 HP 탐구자 클럽에 잡스를 합류시켰다. 잡스는 이 클럽에서 거대한 몸집의 컴퓨터들을 볼 수 있었고, 잡스는 이 컴퓨터를 아주 인상적으로 바라보았다. 그는 후에 “거기서 나는 첫 데스크톱 컴퓨터를 봤어요. 9100A라고 불린 그것은 사실 계산기를 미화해 말하는 것이었지만 진정 최초의 데스크톱 컴퓨터이기도 했지요. 20킬로그램 정도 되는 거대한 몸집이었지만 정말 아름다웠어요. 첫눈에 반해 버렸지요.”라고 말했다.
잡스는 고등학교 시절에 다양한 일을 하였는데, HP의 조립라인에서 반복되는 조립을 하는 일과 신문 배달, 전자 기기 상점에서 재고품을 정리하는 일 등이었다. 잡스는 HP에서 동료 직원들보다는 위층에서 일하는 엔지니어들과 더 친해졌으며, 전자 기기 상점에서는 다양한 전자 기기들을 접하며 즐거워했다. 또한 잡스는 고등학교 때 자신이 해야 할 일에 대해서 어렴풋이나마 알게 되는데, 전자공학과 창작의 교차점에 서 있는 자신을 발견한 것이다. 그는 과학 분야가 아닌 다른 여러 분야의 책들도 관심을 가지고 많이 읽기 시작했고, 음악도 많이 들었다. 잡스는 특히 <리어 왕>과 <모비 딕>, 그리고 딜런 토머스의 시를 좋아했다.

### 대학교

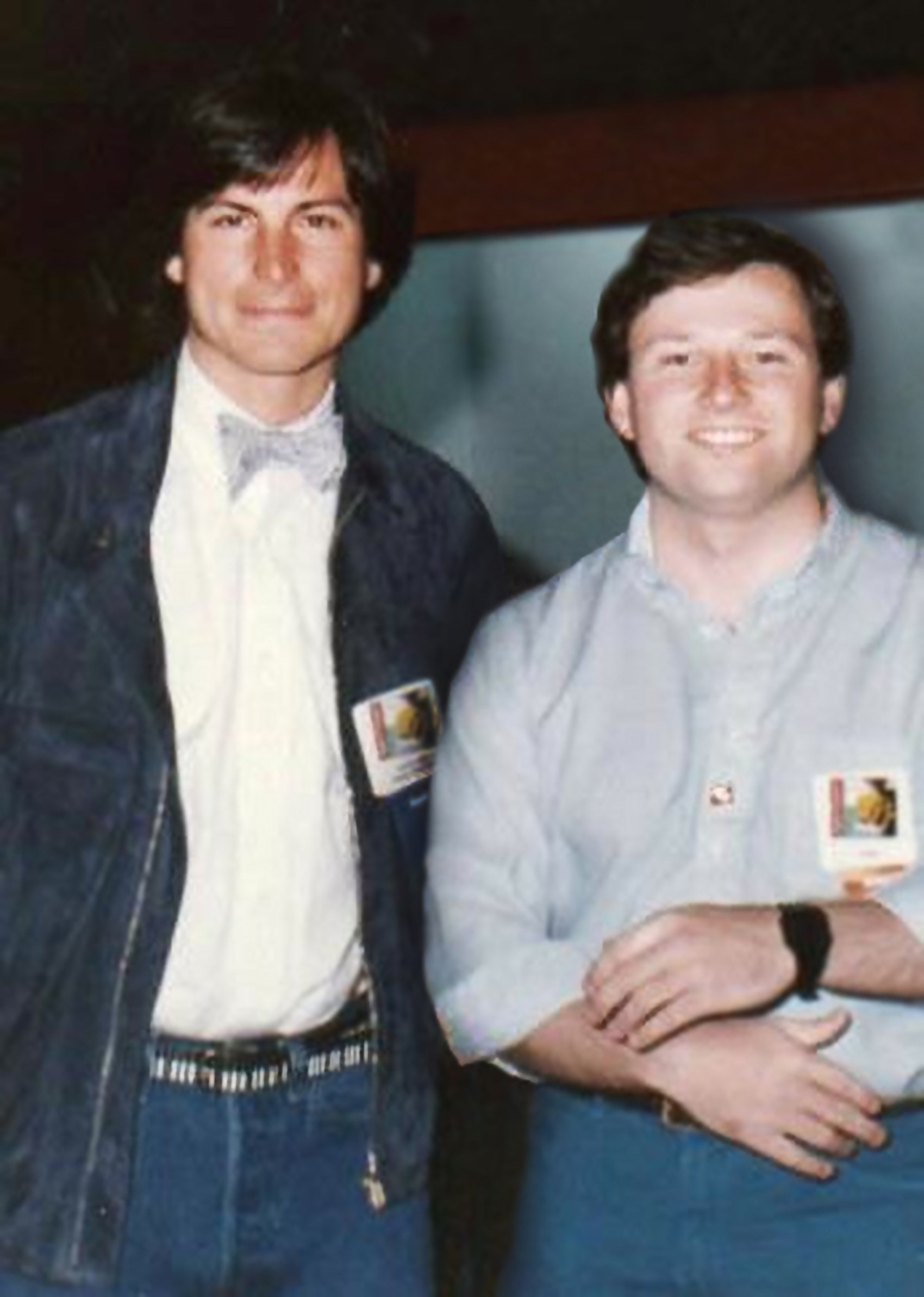
Macintosh Hippo-C 소프트웨어 출시 행사:스티브 잡스와 1984년 1월 웬델 브라운.

대학 진학을 결정해야 될 시기가 되자 잡스는 잡스 부부에게 대학교에 진학하지 않겠다고 선언했다. 하지만 17년 전에 잡스 부부는 입양한 아이를 꼭 대학에 보내겠다고 약속하였고, 잡스의 대학 진학을 위해 학자금을 어느 정도 모아 둔 상태였으므로 잡스를 설득하였다. 이에 대응하여 잡스는 일부러 학비가 훨씬 싼 주립 대학교에는 절대 진학하지 않겠다고 선포했으며, 오로지 오리건주 포틀랜드의 리드 대학교에 가겠다고 고집을 부렸다. 결국 잡스는 1972년 리드 대학교에 입학하여 철학 공부를 시작했다.
하지만 시간이 많이 흐르지 않아 잡스는 필수 과목들을 반드시 이수해야 한다는 학교의 규정이 마음에 들지 않았다. 잡스는 듣고 싶은 과목 수업에만 들어갔으며, 이 때 들을 가치가 없는 수업을 위해서 부모님이 비싼 학비를 낸다는 것에 대해 죄책감을 느껴 1학기만 수강한 후 리드 대학교를 중퇴하였다. 하지만 잡스는 리드 대학교를 떠나지는 않았다. 스티브 잡스는 기숙사 주임을 설득하여 잡스가 퇴학 후에도 기숙사에 머물 수 있게 허락하도록 하였으며, 수업을 청강할 수 있도록 조치하였다. 그 후 18개월 동안 잡스는 학교에 머물면서 여러 강의를 자유롭게 들었으며, 특히 캘리그래피(멋글씨)(글자를 다루는 시각디자인의 한 분야로, 출판계에서는 책의 주제를 아름다우면서도 개성있는 글씨로 요약하여 표현하는 것을 목적으로 표지 디자인에 응용한다) 강의에 흥미를 보였다. 캘리그래피 강의는 이후 트루타입 폰트를 애플 제품에 적용하면서 수려한 글자체를 만들어 내는 데 도움이 많이 되었다고 한다.

### 대학교 이후
1974년 2월, 잡스는 캘리포니아주 로스앨터스의 부모님 댁으로 돌아가 직장을 구하기 시작했고, 구인 광고에 “즐기면서 돈 버는 곳”이라고 적혀 있었던 비디오게임 제조사 아타리의 로비에 들어가 채용해 줄 때까지 버티고 있겠다고 고집을 부렸고, 결국 아타리의 공동 창업자이자 수석 엔지니어였던 앨 알콘에 의해 고용된다. 아타리에서도 잡스는 고집스러운 면과 남을 깔보는 성격을 내보였지만, 아타리의 창업자 놀런 부슈널은 잡스를 높게 평가하여 그가 야간 근무를 할 수 있도록 도왔다. 잡스는 아타리에서 몇몇 게임이 개선되도록 도왔으며, 복잡한 설명서를 읽을 필요가 없는 직관적이고 단순한 아타리 게임에 큰 영향을 받았다. 잡스는 아타리에서 일하던 도중인 1974년 초, 인도 순례 여행을 떠났고 7개월간의 여행 후 다시 아타리로 돌아와 일하였다. 부슈널은 잡스에게 브레이크아웃(Breakout)이라는 벽돌 깨기 게임을 설계할 것을 지시했는데, 칩을 50개 미만으로 사용하면 줄어든 칩에 비례해 보너스를 주겠다고 약속했다. 잡스는 워즈니악에게 보수를 반씩 나누는 조건으로 도움을 청하고 워즈니악은 불과 4일만에 45개의 칩만으로 게임을 설계해내지만, 잡스는 워즈니악에게 기본 수고비의 절반인 350달러만 주었다. 잡스가 아타리로부터 받은 돈은 5,000달러였다. 그리고 애플을 설립하고 자신의 집 차고부터 사옥에 이르기까지 발전시켰으나, 이후 매킨토시 프로젝트 등이 실패하면서 결국 애플에서 쫓겨나나, 이후 애플은 지독한 적자를 겪다가 결국 다시 스티브 잡스를 CEO로 맡는다.

## 사생활

### 불교

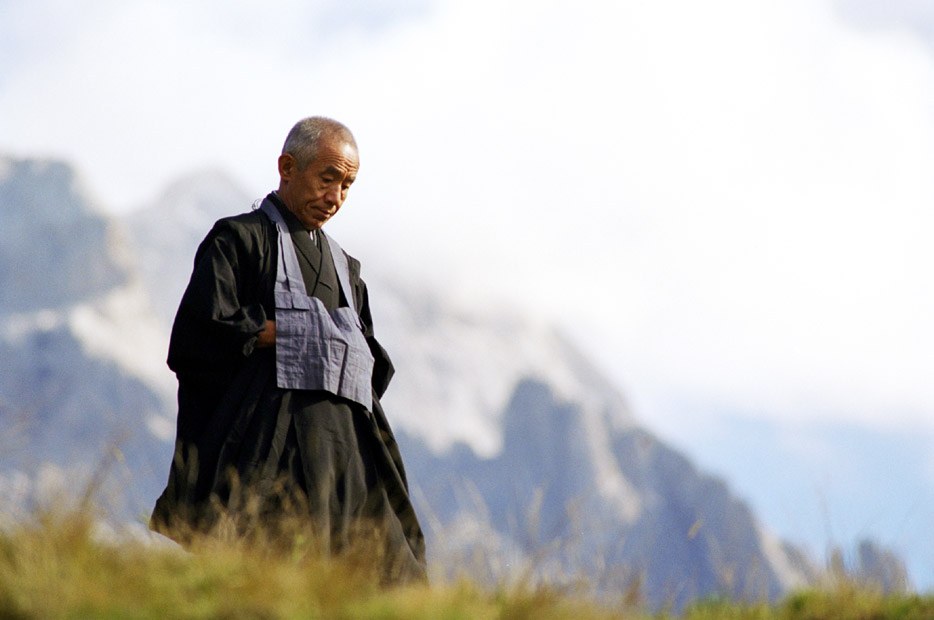
잡스가 평생 정신적 스승으로 의지한 일본 선불교 승려 오토가와 고분

잡스는 1973년 오리건주 포틀랜드에 있는 리드 대학교 철학과를 한 학기만 다니고 중퇴한 후, 오리건주 올인원팜(All in one farm)이라는 사과 농장에서 히피 공동체 생활을 하다가 그곳에 기거하던 일본 불교 승려인 오토가와 고분 치노(일본어: 乙川弘文)를 만나 불교에 입문했다.
1974년 세계 최초의 비디오 게임 회사인 아타리에 입사한 잡스는, 같은 해 입사한 직후에 장기간의 인도 히말라야 여행을 통해 불교를 더욱 깊게 공부했다. 상당한 경지까지 올랐다는 이야기가 전해진다. 잡스는 "이것(불교를 접한)이야 말로 내 인생의 가장 중요한 일 중 하나"라고 말했다. 아이팟 등의 단순한 디자인이 참선의 정신에서 비롯되었다는 이야기도 있다.
이후 잡스의 결혼식 주례도 오토가와 고분이 했다. 그 이후, 회사가 잘 안 되자, 잡스는 출가하여 승려가 되려고 고민했었다. 하지만 스님이 반대했다고 한다. 그 이후에도 오토가와 고분이 2002년 사망할 때까지, 잡스는 항상 그를 정신적으로 의지했다. 애플이란 회사명, 애플 제품의 매우 단순한 디자인, 사과농장, 불교는 매우 큰 관계가 있다.

### 식습관
잡스는 크리텐든 중학교에서 괴롭힘을 당한 후 크리스트드라이브 2066번지로 이사하였는데, 이 때 그는 인근의 과수원에서 한 농부를 만났다. 그 농부는 잡스에게 유기농법으로 텃밭을 돌보는 법과 퇴비를 만드는 법 등을 알려 주었고, 잡스는 그때부터 유기농법으로 재배한 과일과 채소를 좋아하게 되었다.
프랜시스 무어 라페의 <작은 지구를 위한 식습관> 역시 잡스의 채식주의 식습관에 지대한 영향을 미쳤다. 라페는 이 책을 통해 채식 습관은 개인적인 혜택 뿐만 아니라 지구적인 혜택 역시 제공한다고 주장했다. 하지만 이 책은 잡스로 하여금 극단적인 식습관을 추구하도록 만들었는데, 예를 들어 일주일 이상을 단식하거나 로만 밀에서 나오던 시리얼 제품만 먹는 식이었다.
잡스의 식습관에 큰 영향을 미친 또 다른 책은 영양학 전문가 아르놀트 에렛의 <디톡스 식습관의 치유 체계>라는 책이었다. 잡스는 이 책을 읽고 채소와 과일만 먹으면 몸에 좋지 않은 점액이 형성되는 것을 막을 수 있으며, 정기적으로 장기 단식을 행해야 몸 속의 독소가 사라진다고 믿게 되었다. 또한 채식을 하면 몸에 냄새가 나는 점액이 분비되지 않는다고 생각해 여러 주 몸을 씻지 않기도 해서 아타리에서 일했을 당시 동료들 사이에서 불만이 많았다.
잡스의 이런 극단적인 식습관은 후에 그가 췌장암에 걸렸을 때 큰 문제가 되었다. 잡스는 2003년 말 췌장암 진단을 받은 후 수술을 거부하다 2004년 7월 31일 스탠버드 대학교 의학 센터에서 변형 휘플 수술을 받았다. 변형 휘플 수술을 통해 잡스의 췌장 일부분이 제거되었고, 따라서 잡스는 단백질을 더 많이 섭취해야 했다. 하지만 잡스는 10대 때부터 지속해 온 채식 및 금식 습관을 버리지 않으려고 했고, 의사의 권고를 무시했다. 결국 잡스의 극단적인 식습관이 그의 건강을 더더욱 해친 것이다.

## 일화
- 철저한 채식주의자로 견과류와 물만 섭취했다고 알려져 있으며, 펩시에 계약차 들렀을 때 펩시 음료에 전혀 손을 대지 않았다고 한다.[출처 필요]
- 애플 설립 초기 당시에 펩시 사장인 존 스컬리를 애플에 영입할 때, 대기업의 사장자리를 버리고 신생기업으로 가기를 망설이던 스컬리에게 "인생 끝날 때까지 설탕물을 팔겠나, 나한테 와서 세상을 바꾸겠나?"(Do you want to sell sugar water for the rest of your life, or do you want to come with me and change the world?)라고 하자 존 스컬리는 망설임 없이 애플로 이적했다고 한다.
- 딸인 리사가 태어났을 때 부친임을 인정하지 않으려 했으나 결국 받아들였고, 애플 리사는 그녀의 이름을 딴 것이다.
- 연봉이 1달러인 최고경영자로 유명한데 이 1달러마저 연봉을 단 한푼도 받지 않을 경우에 노동법상 고용관계가 유지될 수 없기에 최소한으로 정해 놓은 액수이다.[10] 또한 회사로부터 봉급을 받으면 의료보험 혜택도 받을 수 있다는 것도 한 몫 했다고 전해진다. 그러나 그는 연봉 1달러 외에도 스톡 옵션이나 여러 가지 성과급 형태로 보상받았다.[10] 하지만 애플은 주주배당이 적기 때문에 실제 그의 소득은 디즈니 주식의 배당인 연 500억원 정도다.
- 승승장구하며 자신들의 아성에까지 침범한 애플에 화가 난 IBM은 한 입 베어먹은 사과 모양의 애플의 로고에 대해 "애플은 썩은 사과"라며 시비 걸기도 했다. 스티브 잡스는 이에 "애플은 썩은 부분을 완전히 도려냈기 때문에 이제는 아주 깨끗하다”고 답변했다.
- 스티브 잡스는 대학시절 환각제 LSD를 복용했으며, 마리화나를 즐겨폈었다.
- 스티브 잡스는 동양의 철학과 인문고전과 종교를 매우 좋아했다.[11]
- 영국 의회가 애플이 첨단 기술산업에 기여한 점을 인정해 영국의 명예 기사 작위 수여를 2009년에 추진했다. 하지만 잡스가 노동당 연차총회에서 연설해 달라는 초청을 거부했다는 이유로 무산되었다.[12]

## 업적

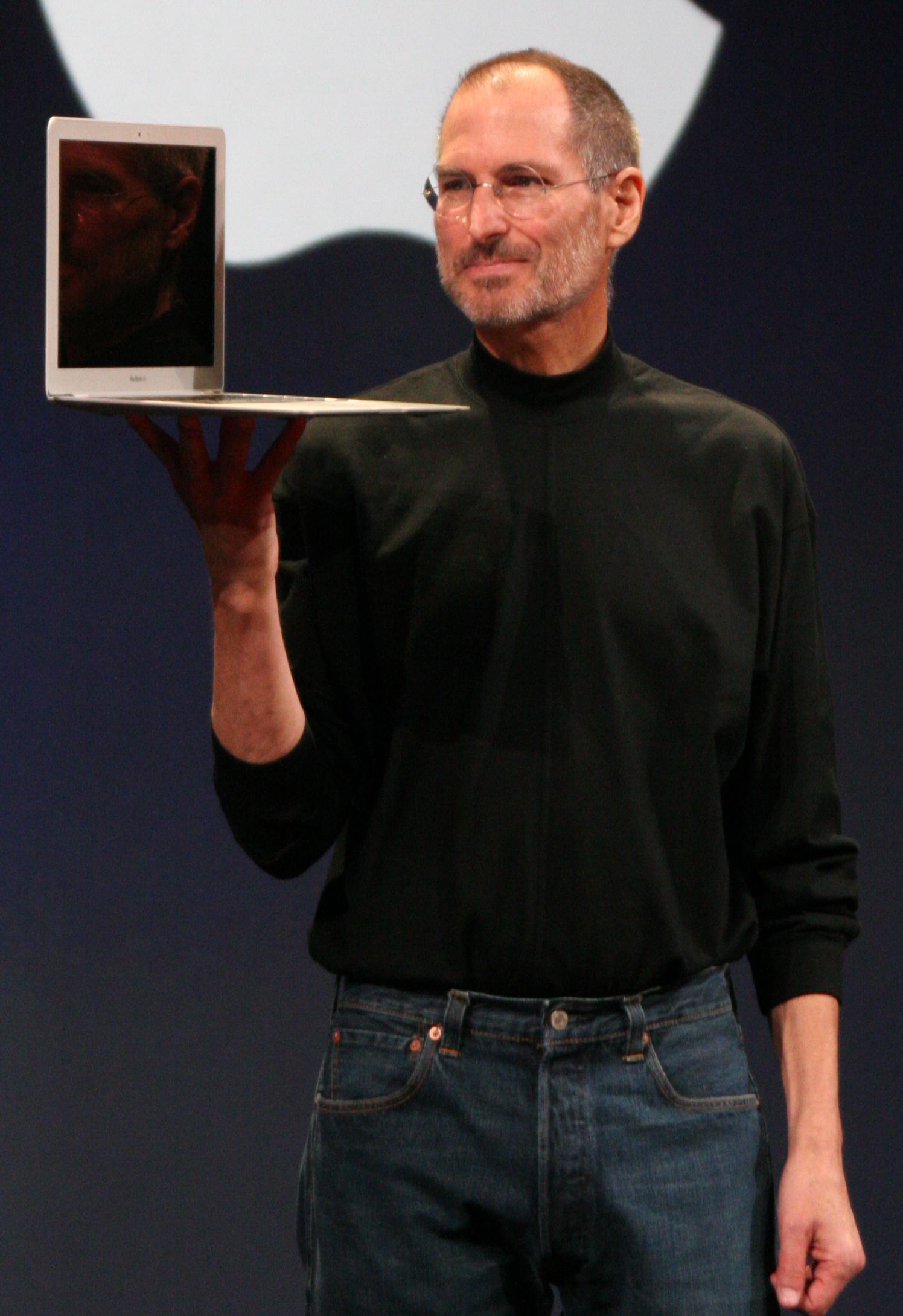
2008년 맥월드 컨퍼런스 & 엑스포에서 맥북 에어를 들고 있는 잡스

창업 이후 잡스는 홈브루 컴퓨터 클럽이라는 이름의 클럽에서 스티브 워즈니악이 개발한 최초의 개인용 컴퓨터 애플1을 공개했다. 애플1은 모니터도 없고 디자인도 투박했으나 의외로 큰 반응을 보이며 판매에 성공했고 그에 힘입어 1980년에는 주식을 공개했다. 1984년에는 IBM에 대항하여 그래픽 사용자 인터페이스를 탑재한 애플 리사를 내놓았다. 그러나 하드웨어와 소프트웨어의 가격이 너무 비싸서 실패하였고, 또 매킨토시 프로젝트가 경쟁사 IBM에 비해 가격이 비싸기도 했다. 그리고 응용 소프트웨어 또한 부족하자 또다시 실패하게 되었다. 이것은 전 세계 대부분 사람들이 PC를 사용하게 된 큰 사건이었다. 결국, 잡스는 존 스컬리에 의해 1985년에 애플 경영 일선에서 물러났다.
애플을 떠난 뒤 넥스트사를 세워 세계 최초의 객체 지향 운영 체제인 넥스트 스텝을 개발하였고 1986년 이혼 문제 때문에 자금이 필요했던 조지 루커스 감독의 컴퓨터 그래픽 회사를 인수하였다. 잡스는 회사 이름을 픽사로 바꾸고 10년간 6천만 달러를 투자하여 할리우드 최고의 애니메이션 회사로 키워냈다. 픽사는 여러 번 단편 애니메이션 분야에서 오스카상을 받았으며 그 뒤로 최초의 장편 3D 애니메이션 《토이 스토리》로 큰 성공을 거두었고 현재는 디즈니사에 합병되었다. 그 후 1997년 넥스트는 애플에 인수되었으며 그와 동시에 그는 애플로 돌아왔다. 그 해 7월 애플의 최고 경영자로 복귀하였으며, 1997년 10억 달러의 적자를 낸 애플을 한 해 만에 4억 달러에 가까운 흑자를 내게 하였다.
이와 같은 잡스의 업적과 영향력 때문에 그를 추종하는 사람들이 나오기도 하였다. 일부 그의 팬들은 예수를 빗대어 추켜세우기도 했다.
애플은 2011년 8월 24일 성명을 내고 최고경영자(CEO)인 잡스가 CeO직을 즉각 사임한다고 밝혔다. 애플은 팀 쿡 최고운영책임자(COO)가 후임을 맡을 것이라고 말했다.

## 죽음

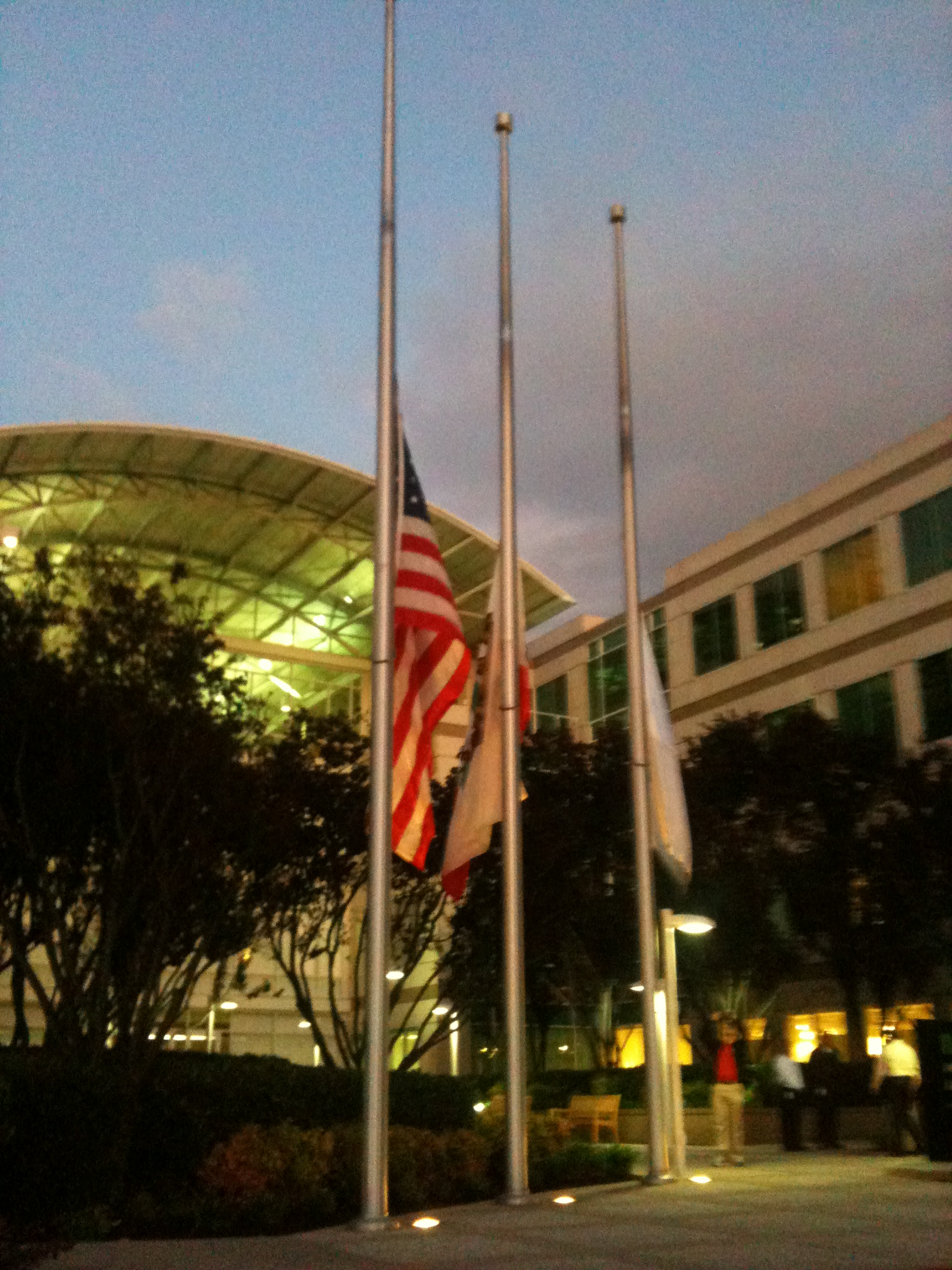
2011년 10월 5일, 반기(半旗)로 내려진 성조기와 애플 깃발

2000년대 들어서 스티브 잡스의 건강이 악화되었으며 2004년에 당뇨 수술도 받았다. 그러나 그의 건강이 회복되지 않았고 계속 악화된다는 이야기가 나오던 가운데 애플 측은 주가 하락 등을 이유로 건강 이상설을 부인해왔다. 그러나 2009년 6월 간 이식 수술을 받은 것으로 드러났으며, 호르몬 이상으로 체중 또한 지속해서 줄어 2009년부터 호르몬 치료도 받고 있는 것으로 알려졌다. 그의 건강 이상설에 따라서 주가가 무려 6%씩이나 등락하는 등 그의 영향력을 알 수 있는 계기가 되었으나, 애플이 너무 잡스에만 기대고 있는 것을 보여주었다는 비판도 존재한다.
2011년 1월에는 잡스의 건강이 다시 악화되어 병가를 냈다. 이에 따라 애플의 주가는 6.5% 급락했다. 스티브 잡스의 건강에 대한 우려가 나오던 가운데 잡스는 백악관에서 만찬을 가졌고 사진도 공개되어 화제를 모았다. 이후 파파라치가 찍은 스티브 잡스의 사진이 공개되었는데 이전보다 훨씬 수척해진 모습이어서 당뇨 악화로 인한 6주 시한부설이 사실이 아니냐는 목소리가 나오기도 했다. 그러던 중 2011년 3월, 아이패드2를 발표하기 위해서 잡스가 모습을 나타냈다. 잡스는 언론에 보도된 것 보다는 건강한 모습을 보여 경영에 문제가 없음을 과시했으나, 이후 다시 병세가 급속히 악화되어 같은 해 8월 애플 CEO직을 사임하고, 당뇨로 2011년 10월 5일, 향년 56세로 세상을 떠났다.
잡스가 디자인한 마지막 아이폰은 아이폰 5였다.
스티브 잡스의 사망은 다음의 애플 공식성명에 의해 알려졌다.
| “ | 애플은 명확한 비전과 창의성을 지닌 천재를 잃었습니다. 그리고 세계는 정말 놀라웠던 한 사람을 잃었습니다. 스티브와 함께 일하는 행운을 누렸던 저희는 사랑하는 친구이자 늘 영감을 주는 멘토였던 그를 잃었습니다. 이제 스티브는 오직 그만이 만들 수 있었던 회사를 남기고 떠났으며, 그의 정신은 애플의 근간이 되어 영원히 남을 것입니다. | ” |

잡스의 장례식은 사망 이틀 후인 10월 7일 팔로 알토에서 가족들과 지인 일부가 참석한 가운데 비공개로 진행되었다. 생전 잡스가 믿던 불교식으로 진행되었고, 발인 후 애플 사옥을 방문한 뒤 화장되어 안장되었다.

## 관련 서적
- 《iCon 스티브 잡스》, 윌리엄 사이먼 저, 민음사, 2005, ISBN 978-89-374-2547-9
- 《스티브 잡스》, 월터 아이작슨 저, 민음사, 2011, ISBN 978-89-374-8394-3
- 《I, STEVE》, 스티브 잡스 어록, 조지 빔 엮음, 쌤 엔 파커스, 2011, ISBN 978-89-6570-044-9
- 《스티브 잡스 이야기》, 짐 코리건 저, 권오열 옮김, 명진출판, 2010, ISBN 978-89-7677-617-4

## 스티브 잡스를 소재로 한 작품

### 영화
- 스티브 잡스
- 잡스

## 같이 보기
- 애플
- 카운터컬처
- 홀어스 캐털로그